# 程凤
程凤（1990年4月21日—），中国女子篮球运动员，中国国家女子篮球队成员，曾随国家队参加2014年FIBA世界女篮锦标赛，最终队伍获得第六名。